# Katakumby Pryscylli
Katakumby Pryscylli – podziemny kompleks cmentarny w Rzymie w dzielnicy Trieste, rozciągający się wzdłuż antycznej Via Salaria. Wejście do kompleksu katakumb znajduje się przy Via Salaria w klasztorze sióstr benedyktynek.

## Historia i sztuka starochrześcijańska
Nekropolia była czynna od II do V wieku. Miejsca grzebalne – loculi – wykuwane były w miejscowym tufie. Katakumby biorą swa nazwę od historycznej postaci rzymianki Pryscylii z rodu Acyliuszy (łac. Acilii), której hypogeum zidentyfikowano podczas wykopalisk w latach 1888-1889. Najstarsze i zarazem najgłębiej ulokowane galerie katakumb Pryscylii składają się z korytarzy i zdobionych malowidłami kaplic. Starożytni chrześcijanie przedstawiali sceny zaczerpnięte ze Starego i Nowego Testamentu. Sceny są wyrazem wiary w zbawienie i zmartwychwstanie zakotwiczonej w osobie Jezusa Chrystusa. Dominującym na płytach nagrobnych symbolem chrześcijańskim w katakumbach Pryscylli jest ryba (ichthys).
W jednej z podziemnych kaplic grzebalnych, tzw. Kubikulum kobiety z zakrytą głową (wł. Cubicolo della velata) przedstawiona została orantka ze wzniesionymi w geście modlitewnym rękami. Kobieta ma na sobie szatę liturgiczną. Jej głowę okrywa welon, zgodnie z nakazem Pawłowym (1 Kor 11,1-16). Na sklepieniu nad orantką uwidoczniony został Dobry Pasterz między pawiami i gołębiami. W tym samym pomieszczeniu przedstawione zostały sceny: ofiary Abrahama (Akeda), proroka Jonasza wychodzącego z ryby oraz trzech młodzieńców w piecu ognistym, zaczerpnięte ze Starego Testamentu. Malowidła powstały w drugiej połowie III wieku.
W jednej z nisz katakumbowych znajduje się najprawdopodobniej najstarsze przedstawienie Marii z Dzieciątkiem, pochodzące z II–III wieku. Uzupełnieniem sceny jest postać proroka wskazującego na gwiazdę. Przedstawienie interpretowane jest jako proroctwo Balaama, zaczerpnięte z Lb 24,15-17.
W tzw. Kaplicy greckiej (wł. Cappella greca) z arkosoliami wczesnochrześcijański malarz przedstawił wyobrażenie agapy, która jest odwołaniem do sprawowanej okazjonalnie przy miejscach pochówków eucharystii. Siedmiu ucztujących za stołem z chlebami i rybami. Środkowa postać łamie chleb. Przed stołem siedem koszy jako odwołanie do ewangelicznego cudownego rozmnożenia chleba (wykopaliska Josepha Wilperta).
W katakumbach Pryscylli rozsiane są malowidła przedstawiające następujące sceny i motywy biblijne: Noe wychodzący z arki, Mojżesz wyprowadzający wodę ze skały, Daniel pośród lwów, uratowanie Zuzanny, wskrzeszenie Łazarza, uzdrowienie paralityka oraz Mędrcy ze Wschodu.
W sumie galerie katakumbowe ciągną się na 13 kilometrów.
Nad katakumbami wzniesiona została w czasach papieża Sylwestra I bazylika. Część jej pozostałości zrekonstruowano w latach 1904–1907.

## Nekropolia papieska
W katakumbach Pryscylii pochowano siedmiu papieży epoki starożytnej.
| Papież          | Portret | Data śmierci |
| --------------- | ------- | ------------ |
| św. Marcelin    |         | 304          |
| św. Marceli I   |         | 309          |
| św. Sylwester I |         | 335          |
| Liberiusz       |         | 366          |
| św. Syrycjusz   |         | 399          |
| św. Celestyn I  |         | 432          |
| Wigiliusz       |         | 555          |

W Dzień Zaduszny 2 listopada 2019 w katakumbach mszę odprawił papież Franciszek, była to jego pierwsza wizyta w jakichkolwiek katakumbach.

## Galeria

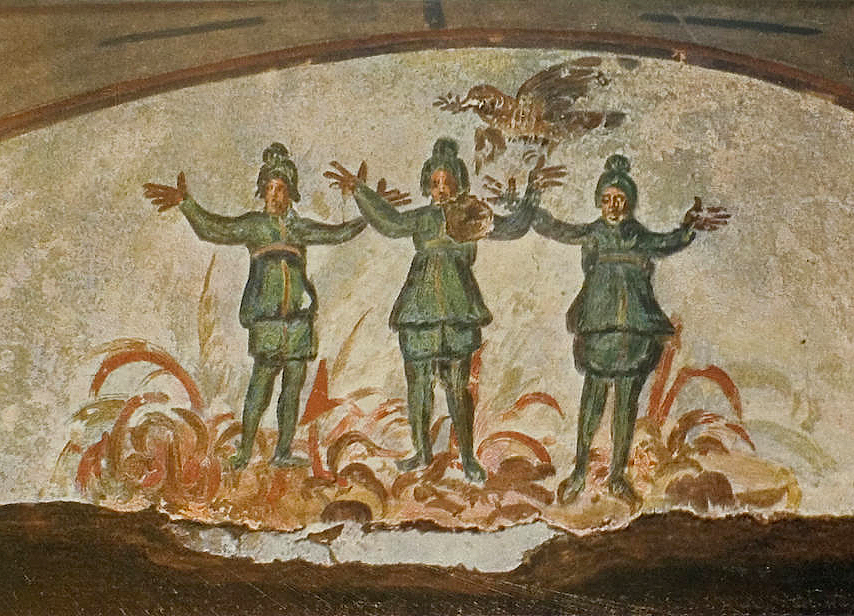
Młodzieńcy w piecu ognistym, III–IV wiek
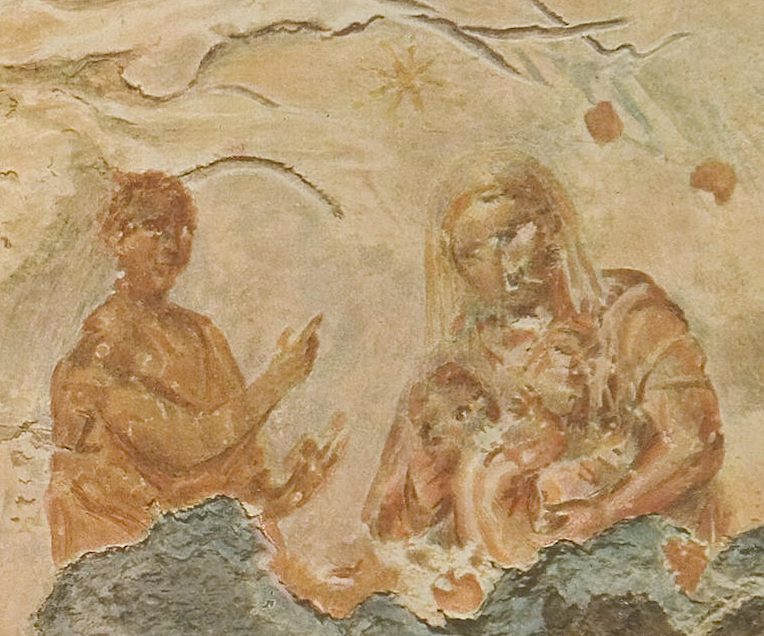
Proroctwo Baala, III wiek
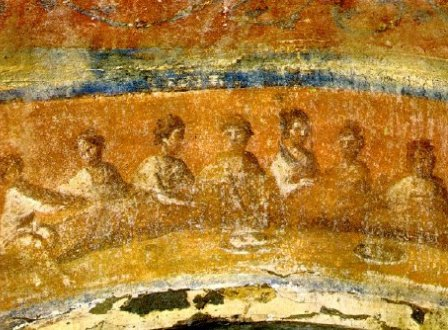
Fractio panis, II-IV wiek
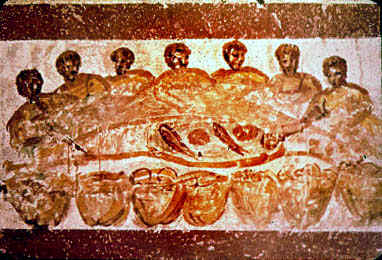
Fractio panis, II-IV wiek
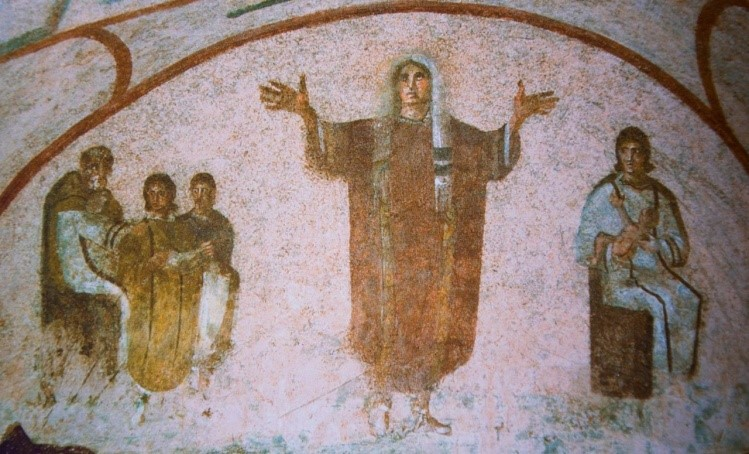
Orantka, III wiek
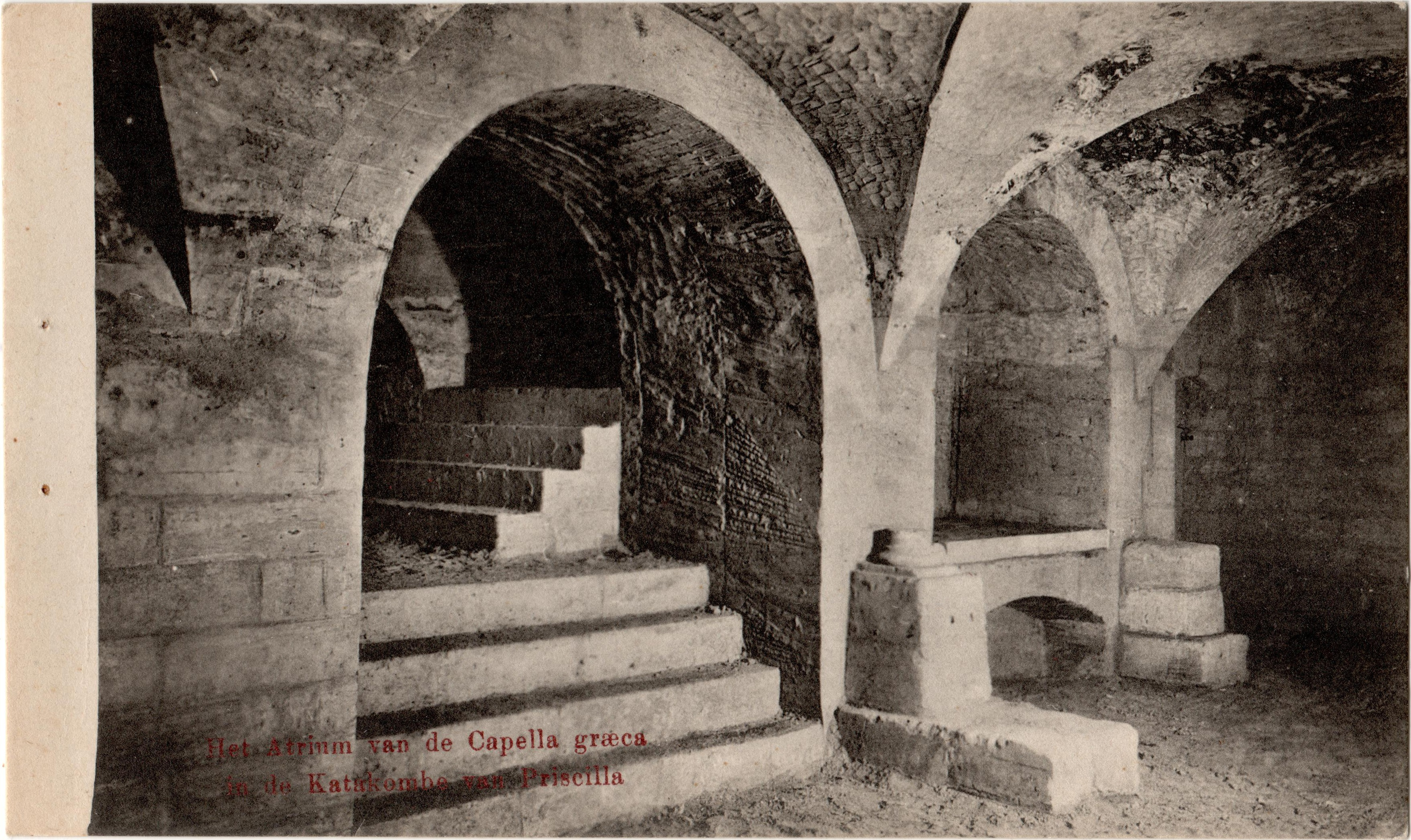
Kaplica grecka